# Veliki Rigelj
Veliki Rigelj je naselje v Občini Dolenjske Toplice.